# (16114) Alyono
(16114) Alyono est un astéroïde de la ceinture principale.

## Description
(16114) Alyono est un astéroïde de la ceinture principale. Il fut découvert le 6 décembre 1999 à Socorro (Nouveau-Mexique) par le projet LINEAR. Il présente une orbite caractérisée par un demi-grand axe de 2,40 UA, une excentricité de 0,20 et une inclinaison de 1,8° par rapport à l'écliptique.

## Compléments